# Bilheteira dos cinemas em Portugal em 2007
Lista com o valor das receitas em euros (€) e o número de espectadores dos principais filmes lançados nos cinemas em Portugal, no ano de 2007.

## Os 20 filmes mais vistos
| #  | Estreia                | Filme                                       | Receita bruta  | Espectadores |
| -- | ---------------------- | ------------------------------------------- | -------------- | ------------ |
| 1  | 21 de junho de 2007    | Shrek o Terceiro                            | 3 465 419,11 € | 818 904      |
| 2  | 15 de agosto de 2007   | Ratatui                                     | 2 792 881,64 € | 664 639      |
| 3  | 24 de maio de 2007     | Piratas das Caraíbas - Nos Confins do Mundo | 2 188 053,78 € | 510 140      |
| 4  | 29 de março de 2007    | Mr. Bean em Férias                          | 2 058 382,83 € | 492 658      |
| 5  | 12 de julho de 2007    | Harry Potter e a Ordem da Fénix             | 2 033 461,94 € | 479 152      |
| 6  | 3 de maio de 2007      | Homem-Aranha 3                              | 1 713 277,74 € | 402 145      |
| 7  | 13 de dezembro de 2007 | A História de uma Abelha                    | 1 680 324,84 € | 391 440      |
| 8  | 26 de julho de 2007    | Os Simpsons - O Filme                       | 1 457 301,28 € | 346 188      |
| 9  | 25 de janeiro de 2007  | Diamante de Sangue                          | 1 403 596,80 € | 323 012      |
| 10 | 7 de junho de 2007     | Ocean's Thirteen                            | 1 282 444,48 € | 300 952      |
| 11 | 5 de julho de 2007     | Transformers                                | 1 213 018,39 € | 285 510      |
| 12 | 4 de janeiro de 2007   | À Noite, no Museu                           | 1 020 266,72 € | 244 320      |
| 13 | 28 de dezembro de 2006 | Babel                                       | 1 031 697,97 € | 235 510      |
| 14 | 15 de março de 2007    | Norbit                                      | 971 170,81 €   | 234 430      |
| 15 | 28 de junho de 2007    | Die Hard 4.0 - Viver ou Morrer              | 979 236,56 €   | 230 753      |
| 16 | 1 de novembro de 2007  | Corrupção                                   | 1 004 895,96 € | 228 481      |
| 17 | 4 de outubro de 2007   | O Mal Casado                                | 971 629,48 €   | 227 904      |
| 18 | 4 de janeiro de 2007   | Apocalypto                                  | 982 645,79 €   | 227 566      |
| 19 | 5 de abril de 2007     | 300                                         | 955 220,58 €   | 224 974      |
| 20 | 6 de dezembro de 2007  | A Bússola Dourada                           | 943 841,27 €   | 217 120      |

## Os 10 filmes nacionais mais vistos
| #  | Estreia                | Filme                           | Receita bruta  | Espectadores |
| -- | ---------------------- | ------------------------------- | -------------- | ------------ |
| 1  | 1 de novembro de 2007  | Corrupção                       | 1 004 895,96 € | 228 481      |
| 2  | 27 de dezembro de 2007 | Call Girl                       | 254 979,90 €   | 56 579       |
| 3  | 4 de outubro de 2007   | Fados                           | 137 678,98 €   | 31 853       |
| 4  | 3 de maio de 2007      | O Mistério da Estrada de Sintra | 123 143,71 €   | 29 193       |
| 5  | 5 de abril de 2007     | Dot.com                         | 96 462,17 €    | 27 915       |
| 6  | 25 de outubro de 2007  | A Outra Margem                  | 49 250,95 €    | 12 088       |
| 7  | 11 de outubro de 2007  | Julgamento                      | 44 339,41 €    | 10 706       |
| 8  | 31 de maio de 2007     | Atrás das Nuvens                | 37 599,39 €    | 9 529        |
| 9  | 11 de outubro de 2007  | A Vida Interior de Martin Frost | 33 988,64 €    | 8 160        |
| 10 | 2 de agosto de 2007    | Torre Bela                      | 19 831,50 €    | 4 535        |

Nota: A cor de fundo       indica que o filme foi coproduzido com outros países.

## Exibição por distrito / região autónoma
| Distrito         | Ecrãs | Lugares | Sessões | Receita bruta   | Espectadores |
| ---------------- | ----- | ------- | ------- | --------------- | ------------ |
| Aveiro           | 30    | 5 739   | 25 128  | 2 072 628,28 €  | 496 981      |
| Beja             | 11    | 3 269   | 871     | 90 196,72 €     | 36 080       |
| Braga            | 31    | 6 473   | 26 412  | 2 974 615,55 €  | 762 559      |
| Bragança         | 4     | 931     | 2 592   | 181 588,45 €    | 51 376       |
| Castelo Branco   | 7     | 1 326   | 6 963   | 657 489,50 €    | 169 167      |
| Coimbra          | 23    | 3 932   | 29 269  | 2 656 986,29 €  | 635 697      |
| Évora            | 12    | 3 063   | 2 477   | 308 070,72 €    | 82 728       |
| Faro             | 36    | 6 226   | 40 576  | 4 703 037,43 €  | 1 053 031    |
| Guarda           | 6     | 1 654   | 563     | 74 060,95 €     | 31 687       |
| Leiria           | 23    | 4 954   | 13 651  | 1 409 379,40 €  | 333 552      |
| Lisboa           | 160   | 28 851  | 223 860 | 26 806 404,98 € | 6 029 198    |
| Portalegre       | 5     | 1 391   | 184     | 25 719,25 €     | 8 593        |
| Porto            | 85    | 16 378  | 115 921 | 14 197 914,92 € | 3 493 732    |
| Santarém         | 16    | 3 711   | 13 125  | 1 333 829,00 €  | 324 398      |
| Setúbal          | 48    | 12 700  | 54 250  | 6 680 078,46 €  | 1 588 608    |
| Viana do Castelo | 7     | 1 484   | 6 322   | 828 197,60 €    | 203 270      |
| Vila Real        | 9     | 1 247   | 8 463   | 820 453,50 €    | 197 359      |
| Viseu            | 13    | 2 349   | 9 314   | 951 934,64 €    | 225 645      |
| Açores           | 7     | 1 466   | 5 904   | 640 889,10 €    | 157 425      |
| Madeira          | 13    | 2 676   | 19 872  | 1 707 370,40 €  | 437 249      |
| Total nacional   | 546   | 109 820 | 605 717 | 69 120 845,14 € | 16 318 335   |